# CSS-10
CSS-10 – pierwszy samolot szkolny skonstruowany w Polsce po II wojnie światowej.

## Historia
W 1946 roku z inicjatywy prof. Franciszka Misztala z Politechniki Warszawskiej utworzono w Warszawie Centralne Studium Samolotów (CSS), w którym zgrupował on grupę doświadczonych inżynierów lotnictwa oraz młodych studentów zajmujących się lotnictwem.
W 1946 roku CSS otrzymał od Ministerstwa Komunikacji zlecenie na opracowanie 3 samolotów: szkolnego, treningowo-akrobacyjnego i pasażerskiego. Pierwszy został opracowany w 1947 roku projekt samolotu szkolnego, który otrzymał nazwę CSS-10 a został zaprojektowany przez Franciszka Misztala i inż. Stanisława Lassotę. 
Ponieważ budowa w warsztatach na Okęciu była niemożliwa, do budowy prototypów przystąpiono w WSK w Mielcu. Pierwszy prototyp, oznaczony jako CSS-10A, został wyposażony w silnik Walter Mikron II. Oblot nastąpił w dniu 3 września 1948 roku. Samolot został następnie poddany próbom w Głównym Instytucie Lotnictwa, gdzie stwierdzono, że nie jest to zbyt udana konstrukcja z uwagi na zbyt słaby silnik. 
W związku z wynikami prób zbudowano następny prototyp oznaczony jako CSS-10C wyposażony w mocniejszy silnik Walter Minor 4-III. Prototyp ten został oblatany 24 kwietnia 1949 roku, a następnie poddano go badaniom w Instytucie Lotnictwa. Miał on dobre osiągi, nadawał się do wykonywania akrobacji. Po przeprowadzeniu niezbędnych prób w 1952 roku został dopuszczony do lotów jako samolot szkolno-treningowy. Zaplanowano wyprodukowanie 40 samolotów tego typu, lecz ze względu na brak silników ostatecznie projekt został zaniechany.
Opracowano jeszcze jedną wersję samolotu, oznaczoną jako CSS-10B, który różnił się od CSS-10C zakrytą kabiną, jednak nie wyszedł on poza fazę projektu.

## Opis konstrukcji
Samolot CSS-10 to dwumiejscowy dolnopłat o konstrukcji mieszanej. Kadłub wykonany z rur stalowych, płaty o konstrukcji drewnianej. Kabiny odkryte, druga kabina wyżej położona. Podwozie klasyczne – stałe. 